# Куллі (Тирва)
Ку́ллі (ест. Kulli küla) — село в Естонії, у волості Тирва повіту Валґамаа.

## Населення
Чисельність населення на 31 грудня 2011 року становила 62 особи.

## Географія
Через населений пункт проходить автошлях 23193 (Пійрі — Єті).

## Історія
До 21 жовтня 2017 року село входило до складу волості Гуммулі повіту Валґамаа.